# Novembre 1819

## Événements
- 4 novembre : le prince Kotchoubeï devient ministre de l’Intérieur et de la Police (fin le 25 février 1825)[1].

- 5 novembre : défaite des insurgés mexicains à la bataille de Agua Zarca[2].

- 19 novembre, France : Decazes devient président du Conseil après la démission de Dessolles et de Joseph-Dominique Louis dit baron Louis.

- 20 novembre : mort de l'explorateur britannique Joseph Ritchie lors d'une expédition dans le Fezzan avec Lyon.

- 23 novembre : par les Six Acts, le Parlement britannique suspend temporairement un certain nombre de libertés (restriction de la liberté de réunion, suspension de l’Habeas Corpus, contrôle de la presse)[3].

## Naissances
- 12 novembre : Monier Monier-Williams, linguiste anglais († 11 avril 1899).

## Décès
- 15 novembre : Daniel Rutherford (né en 1749), médecin écossais.
- 5 novembre : Alexandre Kucharski (né en 1741), peintre polonais.